# ونسان پوئاریه
ونسان پوئاریه (فرانسوی: Vincent Poirier‎؛ زادهٔ ۱۷ اکتبر ۱۹۹۳) بازیکن بسکتبال اهل فرانسه است.
از باشگاه‌هایی که در آن بازی کرده‌است می‌توان به بوستون سلتیکس اشاره کرد.
وی در مسابقات کشوری و بین‌المللی در مجموع برندهٔ ۱ مدال نقره، ۱ مدال برنز شده‌است.